# Bolesławice (Bolesławiec)
Pour les articles homonymes, voir Bolesławice.
Bolesławice (en allemand : Tillendorf) est une localité polonaise de la gmina et du powiat de Bolesławiec en voïvodie de Basse-Silésie.